# 星野光哉
星野 光哉 (Hoshino Koya、1993年 - ) は、日本の起業家または創業者、投資家。
First Creation株式会社代表取締役社長。
大阪府守口市出身。

## 経歴
大阪府門真市に生まれる。
2006年 私立清風中学校・高等学校。
2012年 国立和歌山大学システム工学部光メカトロニクス学科所属。
2018年 東京エレクトロンデバイス株式会社営業部。
2019年 メルカリで転売始める。クラウドソーシングで副業を始める。
2020年 会社から独立し個人事業主として活動。webマーケティング・システム開発・映像制作・デザイン。
2025年 First Creation株式会社 代表就任。

## 人物
両親どちらの祖父も商売人だったことから、幼少期から商いやものづくりなどに興味を抱く。
父親が商売が失敗したことをきっかけに小学校高学年から大学時代まで貧乏な生活を過ごす。
会社員時代に自分の給料や周りの環境・上司などに疑問を持つようになる。その疑問がきっかけとなり副業を始める。
その後商売の道を進むことを決意し会社を退社し個人事業主として活動する。
現在は動画マーケティングを軸に活動しており、2025年にFirst Creation株式会社代表取締役に就任。